# Grace Zaring Stone
Grace Zaring Stone (9 janvier 1891 - 29 septembre 1991) fut une romancière et nouvelliste américaine. Elle est peut-être mieux connue pour avoir eu trois de ses romans adaptés au cinéma : La Grande Muraille, Rencontre d'hiver et Escape
Elle a aussi utilisé le pseudonyme d'Ethel Vance.

## Biographie
Grace Zaring Stone est une descendante de Robert Owen. Sa mère mourut à sa naissance et elle commença à écrire à St.Thomas où elle vivait avec son mari, Ellis Spencer Stone, qui était dans l'US Navy.
Grace Zaring Stone utilisa le pseudonyme d'Ethel Vance pour publier Escape en 1939, car elle souhaitait éviter de mettre en danger la vie de sa fille, qui vivait à l'époque en Europe occupée.